# Televisió Nacional de Bulgària
Balgarska Nationalna Televizija (en ciríl·lic Българска национална телевизия, en català, Televisió Nacional de Bulgària) o BNT (БНТ) és l'ens públic de televisió de Bulgària. Es va crear el 1959 i és membre de la Unió Europea de Radiodifusió des del 1993.

## Història
La primera emissió de la televisió búlgara en període de proves es va realitzar el 7 de novembre de 1959, i el dia 26 de desembre van començar les emissions regulars i l'obertura oficial de la cadena.
Des del 1964 la televisió de Bulgària va compartir un director general amb la ràdio pública, fins que el 1971 el Govern búlgar decideix separar ràdio i televisió en comitès de direcció diferents, per tornar a unificar la direcció el 1986. El 1975 la televisió búlgara va posar en marxa el seu segon canal.
La caiguda del règim comunista va propiciar que el 6 de març del 1990 es decidís separar de nou la ràdio i televisió a dos organismes diferents, formant-se finalment l'1 de juny del 1992 la Televisió Nacional Búlgara actual, que comptaria amb dues cadenes de televisió: BNT1 (БНТ1) com a canal principal, i Efir 2 (Ефир 2) com a segon canal. D'altra banda, el 1993 van començar els centres regionals de BNT.
Des del 1999 BNT va començar les emissions del seu canal de satèl·lit per a tots els búlgars a l'estranger, BNT SAT. L'any 2000 Efir 2 va desaparèixer i la seva freqüència va passar a ser ocupada per un canal privat.

## Canals
- BNT 1: Canal de televisió generalista, va ser fundat l'any 1959.
- BNT Sat: Canal internacional de televisió per als búlgars a l'estranger, va ser fundat l'any 1999.

BNT compta amb quatre centres regionals a les ciutats de Blagòevgrad,  Varna, Plòvdiv i Ruse.